# Чарльз Портіс
Чарльз Портіс Макколл (англ. Charles Portis; 28 грудня 1933 — 17 лютого 2020) — американський автор, найбільш відомий романами Норвуд (1966) і класичним вестерном «Справжня мужність» (1968). Обидва адаптовані як фільми. На основі новели «Справжня мужність» та однойменного фільму 1969 року було Братами Коенами було написано і знято фільм-сіквел у 2010 році.
Портіс був названий «одним з найбільш винахідливо-комічних письменників західної художньої літератури».

## Раннє життя
Чарльз Портіс народився в 1933 році в Семюеля Палмера і Аліси Уодделл Портіс в Ель-Дорадо, штат Арканзас. Він був вихований і отримав освіту в різних містах в Південному Арканзасі, включаючи Гамбург і Маунт-Голлі.
Під час Корейської війни, Портіс завербувався до морської піхоти США і дослужився до звання старшого сержанта. Після отримання виписки в 1955 році, він вступив в Університет Арканзасу в Фейетвілі. Закінчив його зі ступенем в галузі журналістики в 1958 році.

## Кар'єра
Портіс почав писати в інституті, як Університет Арканзасу в Фейетвиллі Студентська газета, Арканзас мандрівник, і на північно-заході Арканзасу раз. Одним з його завдань було відредагувати барвистий репортаж з «Леді стрингери» в Озаркс, завдання, зарахованих в якості джерела живий голос, який він створював роками пізніше на його характер Метті Росс в Залізна хватка. Коли Портіс закінчив університет, то працював у різних газетах, як репортер, в тому числі майже два роки в Arkansas Gazette, для якої він писав колонку «Наше місто».
Він переїхав у Нью-Йорк, де він працював протягом чотирьох років в Нью-Йорк Геральд Трібьюн. Робота  змусила його повернутися на південь часто для покриття цивільних прав–історії на початку 1960-х років. Після виступаючої в якості лондонського бюро начальника Нью-Йорк Геральд Трибьюн, він залишив журналістику у 1964 році.
Портіс повернувся в Арканзас і почав писати фантастику. У своєму першому романі, Норвуд (1966), він показав свою перевагу для подорожі розповіді з незворушним діалоги в поєднанні з цікавими спостереженнями на американську культуру. Де-то з 1959 по 1961, роман обертається навколо Норвуд Пратт, молодий, наївний колишній морський піхотинець живе в Ральф, штат Техас. Він переконав шахраєм Грейді Фринг (перший з декількох подібних символів, створений Портіс) для транспортування пари автомобілів в Нью-Йорку. Норвуд стикається безліч людей на шляху в Нью-Йорк і назад, включаючи колишніх циркових карликів Едмунд Ратнер («найменший в світі ідеальний товстун»), Джоанна («коледж утворений курка»), і Рита, дівчина Норвуд доглядає і перемагає на автобусі назад на південь. Норвуд був адаптований у кіно в 1970 році, в головній ролі Глен Кемпбелл в якості головного персонажа, з Кім Дарбі і зірка футболу Джо Намат.
Як Норвуд, його роман «залізна хватка» (1968) був першим частинам у стислій формі в «сэтердей івнінг пост». Розповідь ведеться в першій особі від перспективи округ Йелл рідний Метті Росс. На момент подій роману, вона манірна, проникливий, вольовий, Біблії,-цитує 14-річну дівчинку. Коли її батько загинув в Форт-Сміт, тому Чейні, найнятий боку, вона встановлює, щоб зрадити вбивцю правосуддя. Вона вербує Маршал Рустер Когберн — у кого Метті бачить людина, що володіє «грится», щоб допомогти їй вистежити Чейні (який приєднався ізгой групи), щоб «помститися за кров свого батька». Обидва сатиричних вестернів і реалістично, романові вдалося з допомогою своєї тугий сюжетної лінії, Метті правдоподібне оповідання голос, гострий діалог, і журналістська увага до деталей.[джерело?]
Обидва Норвуд і залізна хватка були адаптовані як фільми, в головній ролі хлопець Arkansan Глен Кемпбелл і Кім Дарбі, і були комерційно успішними. Джон Уейн отримав «Оскар» і «Золотий глобус» за кращу чоловічу роль за виконання ролі Рустер Когберн в «залізна хватка», одного з головних кінохітів 1969 року. Залізна хватка був випущений 11 червня 1969, заробляючи від $14,25 млн в прокаті. А друга версія фільму, Автор сценарію і режисер Джоел і Ітан Коени, дебютував у грудні 2010 року.
Портіс опублікував кілька коротких частин в Атлантиці щомісяця, в тому числі мемуари «комбінації Джексони» та повісті «я не розмовляю служби не більш».
Станом на 2010 рік, Портіс жили в Літл-рок, штат Арканзас.

## Роботи
- 1966: Норвуд
- 1968: Справжня мужність
- 1979: Собаки Півдня
- 1985: Майстри Атлантиди
- 1991: Грінго

Документальні
- 2012: Втеча Швидкостей: Чарльз Портіс Збірник

Оповідання, статті і т. д.
- «Новий звук від Нешвілла» The Saturday Evening Post, 239 (12 лютого 1966): 30-38.
- «Пошуки Світла», «The Saturday Evening Post», 239 (18 Червня 1966): 54-77 ; 239 (2 Липня 1966): 48-75. (Переглянута сериализована версія Норвуд).
- "«Залізна Хватка», " В «The Saturday Evening Post», 241 (18 Травня 1968): 68-85; 241 (1 Червня 1968): 46-61; 241 (15 Червня 1968): 44-57. (Скорочена сериализована версія залізна хватка).
- «Ваші Дії Лінії» [Архівовано 21 жовтня 2012 у Wayback Machine.], Нью-Йоркер Архіві, 53 (12 Грудня 1977 Року): 42-43. Фолкнер Уеллс, Дін, Ед. Найвидатніших Американських Письменників Кулінарну Книгу. Оксфорд: Yoknapatawpha Прес (1981).
- «Ночі може повернути круто Viborra», The Atlantic Monthly, 270 (грудня. 1992): 101—106.
- «Я не кажу Сервіс не більше». The Atlantic Monthly, Травень, 1996, Вип. 277, п. 5, ПП. 90-92.
- «Комбінації Джексони». The Atlantic Monthly, Травень, 1999, Вип. 283, п. 5, ПП. 81-92. (Мемуари).